# Pseudoleria
Pseudoleria is een geslacht van insecten uit de familie van de afvalvliegen (Heleomyzidae), die tot de orde tweevleugeligen (Diptera) behoort.

## Soorten
- P. crassata Garrett, 1925
- P. dubia Garrett, 1925
- P. intermedia Garrett, 1925
- P. longigena Garrett, 1925
- P. longigenoidea Gill, 1962
- P. media Garrett, 1925
- P. parvitarsus Garrett, 1925
- P. pectinata (Loew, 1872)
- P. robusta Garrett, 1925
- P. similis Garrett, 1925
- P. subrobusta Gill, 1962
- P. vulgaris Garrett, 1925